# Madhhab

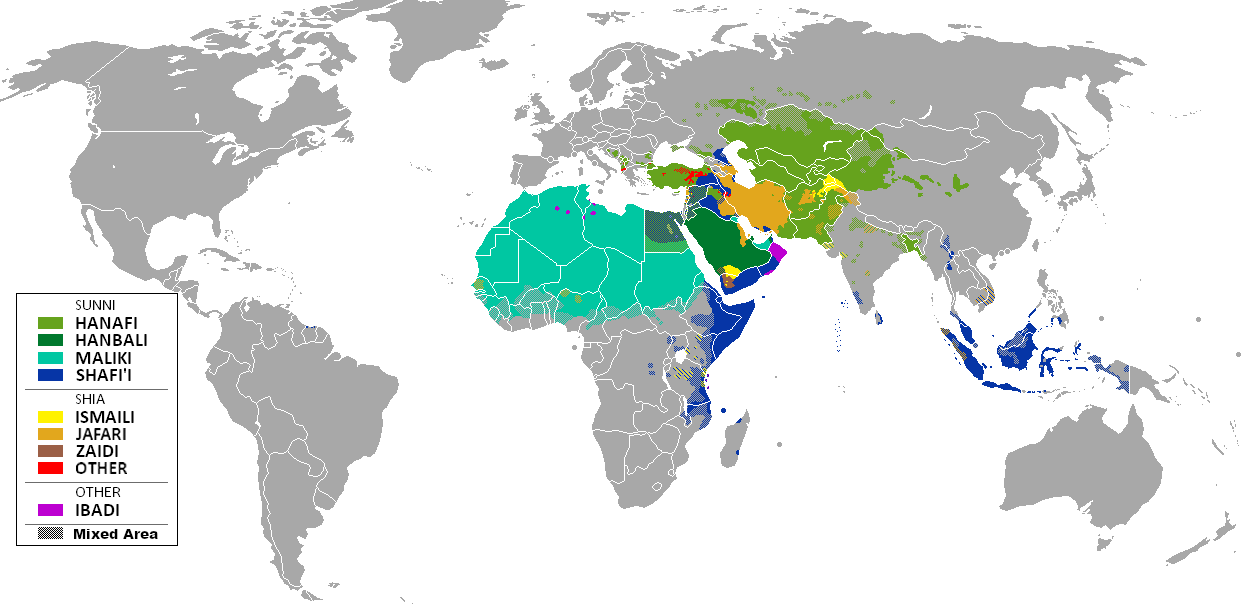
Regio's in de wereld naar dominante of officiële madhhab; soms is er sprake van variaties.

Madhhab (Arabisch: مذهب, mv. madhhabs of, uit het Arabisch, madhahib (مذاهب)) is de Arabische naam voor de rechtsscholen binnen de islam, die op verschillende manieren de islamitische wetten interpreteren, fikh genaamd. Een gangbaar Nederlands synoniem voor madhhab is islamitische rechtsschool.

## Overzicht
Er zijn zes soennitische rechtsscholen, vier rechtscholen bestaan nog steeds en twee zijn uitgestorven.

- Hanafisme, genoemd naar Abu Hanifa (overleden 767)[2]
- Malikisme, genoemd naar Malik ibn Anas (overleden 795)[2]
- Sjafisme, genoemd naar Mohammed al-Shafi'i (overleden 820)[2]
- Hanbalisme, genoemd naar Ahmad ibn Hanbal ( overleden 855)[2]
- De twee uitgestorven rechtscholen zijn: Zahiri, genoemd naar Dawud al-Zahiri en Thawri, genoemd naar Sufyan al-Thawri.

In de sjiitische islam zijn er ook verschillende rechtsscholen. Verreweg de grootste en belangrijkste daarvan zijn de jafarieten (ook wel 'imamieten' of 'twaalvers'), genoemd naar Jafer Sadiq (702–765). Twee kleinere sjiitische rechtsscholen zijn de ismaïlieten (ook wel 'zeveners'), genoemd naar Jafer Sadiqs oudste zoon Ismaïl ibn Jafer (719–762), en de zaidieten (ook wel 'vijvers'), genoemd naar Zaid ibn Ali (695–740).
Het ibadisme is een aparte stroming die niet soennitisch noch sjiitisch is en de rechtspraak overheerst in Oman. Daarnaast is er nog een aantal zeer kleine rechtsscholen.

## Geschiedenis
De maddhabs zijn ontstaan in de tijd dat de sharia (het islamitisch recht) rond de 8ste eeuw vorm begon te krijgen. Het bleek een onmogelijke opgave om niet een bepaalde vorm van redenering te gebruiken. Een van de belangrijkste personen hieromtrent is Mohammed al-Shafi'i (of al-Sjafi'ie) geweest, een voormalig leerling van Malik ibn Anas. Hij was van mening dat de Koran verklaard moest worden vanuit de Hadith, terwijl men daarvoor dacht dat juist de Hadith uit de Koran voortkwamen. De fikh werd vanuit vier bronnen opgesteld: de Koran, de Hadith, analogie en consensus. Door toedoen van al-Shafi'i ontstond de eerste madhhab zoals we die nu kennen. Hoewel er voor deze tijd verschillende denkwijzen en –richtingen in omloop waren, werd men vanaf dat moment onderworpen aan het gezag van een imam.
De maddhabs zijn ontstaan in de tijd toen de zes canonieke boeken van de Hadith nog niet zijn bijeengebracht. Pas later begonnen onder andere Bukhari (810–870), Moeslim (821–875), enzovoort aan hun hadith-verzamelingen.
Alle fikhgeleerden wier meningen worden gevolgd, waren tegen het blindelings volgen en ze verboden hun volgers hun mening dan ook simpelweg te volgen. De strengste was hierin al-Shafi'i, want hij benadrukte, meer dan wie dan ook, om de authentieke overleveringen te volgen en te accepteren wat de bron voorschreef. Hij zorgde er dan ook voor dat hij in zijn geheel niet gevolgd werd.
In het begin van het ontstaan heerste er een strijd tot erkenning van de verschillende scholen om zowel bij de gelovigen als de autoriteiten erkend te worden. In de loop der eeuwen verloren de scholen hun regionale karakter en werden ideeën veralgemeniseerd. De scholen groeiden ook langzaam meer naar elkaar toe.

## Rechtsbronnen
De soennitische madhhabs hebben vier rechtsbronnen, die samen Adillah al-Arbaa ("Vier bewijzen/indicaties", van arbaa "vier" en daliel "bewijs/indicatie") worden genoemd. Dit zijn: de Koran, de soenna, analogie en consensus van rechtsgeleerden.

## Verhouding tussen de madhhabs
Het naast elkaar bestaan van vier grote verschillende scholen met betrekking tot de interpretatie van godsdienstige wetten binnen de soennitische islam moet niet als een schisma worden gezien. Overigens verschillen ze niet in grote zaken zoals over de zienswijze op God zelf, maar alleen over de details in o.a. de uitvoering van het gebed. Imam al-Shafi'i zou tegen imam Hanbal gezegd hebben: 'Is het niet zo dat, ook al hebben wij een meningsverschil, wij nog steeds broeders zijn?' Er is een kruisbestuiving van ideeën en debat dat er toe dient de leerstellingen van iedere school te verfijnen. Het is dan ook niet ongewoon of verboden, dat een individu een bepaalde school volgt, maar voor een bepaalde kwestie het standpunt van een andere school inneemt.